# Naughty or Nice
Naughty or Nice è un album in studio natalizio, nonché il terzo e ultimo in generale, del gruppo musicale femminile statunitense 3LW, pubblicato nel 2002.

## Tracce
1. Xmas in the Hood – 3:43
2. Naughty on Xmas – 3:12
3. Christmas Party (feat. Treach) – 3:51
4. This Year (It's All About You) – 4:24
5. Ahh Hell Nah – 3:04
6. Shady Holiday – 4:19
7. Santa's Coming – 3:48
8. Take You Home for Christmas – 5:07
9. Christmas Love – 4:50
10. Have Yourself a Merry Little Christmas – 3:02